# Lubomír Moroň
Lubomír Moroň (1. ledna 1940 – 27. ledna 2024[chybí lepší zdroj]) byl československý fotbalista, útočník.

## Fotbalová kariéra
V československé lize hrál za TŽ Třinec. Nastoupil v 1 ligovém utkání. Gól v lize nedal.

## Ligová bilance
| Ročník                                     | Zápasy | Góly | Minuty | Klub      |
| ------------------------------------------ | ------ | ---- | ------ | --------- |
| 1. československá fotbalová liga 1963/1964 | 1      | 0    | 11     | TŽ Třinec |
| CELKEM                                     | 1      | 0    | 11     |           |

## Trenérská kariéra
V sezóně 1976/1977 byl asistentem Jána Zachara u týmu VP Frýdek-Místek.